# Volcán Chillán

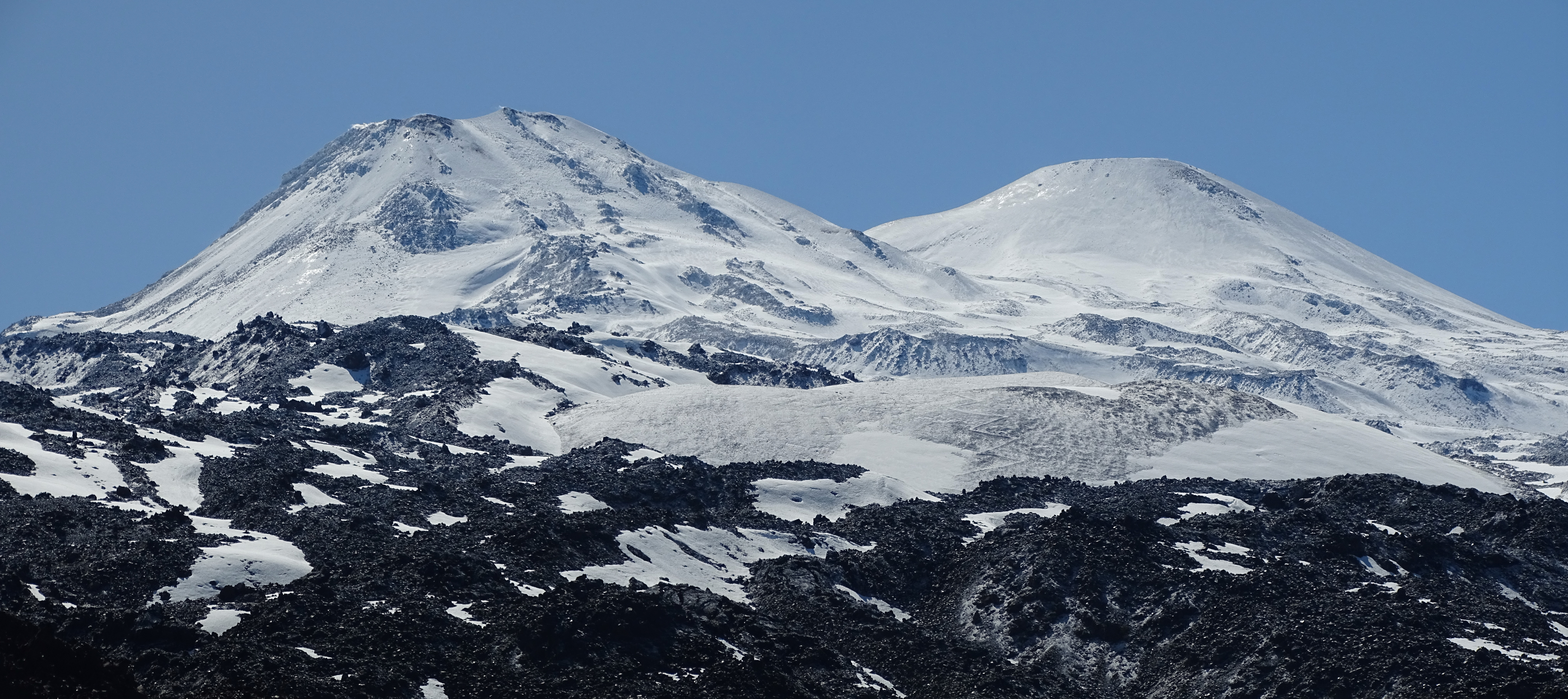
Volcán Chillán visto desde la falda en 2022.

El volcán Chillán, o volcán Nuevo, es un estratovolcán activo, ubicado en la Cordillera de los Andes, en la Región de Ñuble de Chile. Es parte del complejo volcánico Nevados de Chillán, cual es frontera entre las comunas de Pinto y Coihueco, como también entre las provincias de Diguillín y Punilla. Su nombre deriva de la ciudad de Chillán, urbe desde la cual inicia la ruta que lleva al macizo. 
Posee un total de doce glaciares, donde cuatro de ellos son considerados "Glaciaretes" y las demás son glaciares de montaña, dos de estos últimos son compartidos con el Volcán Chillán Viejo.

## Erupciones
El volcán fue formado como consecuencia de una serie de erupciones entre 1906 y 1948. Desde el 31 de diciembre de 2015, la Oficina Nacional de Emergencia del Ministerio del Interior, considera a la zona adyacente al volcán, como también a las comunas y localidades aledañas, en calidad de alerta.
En enero de 2020 presentó una erupción que emitió una columna de humo de más de 3.500 metros de altura. Posteriormente, durante el año se presentaron más de cinco explosiones en los meses de abril, mayo y junio, siendo en este último, cuando la zona de exclusión de dos kilómetros, decretada por Servicio Nacional de Geología y Minería de Chile, aumentó a cinco kilómetros al noroeste y tres kilómetros al suroeste.

## Referencias

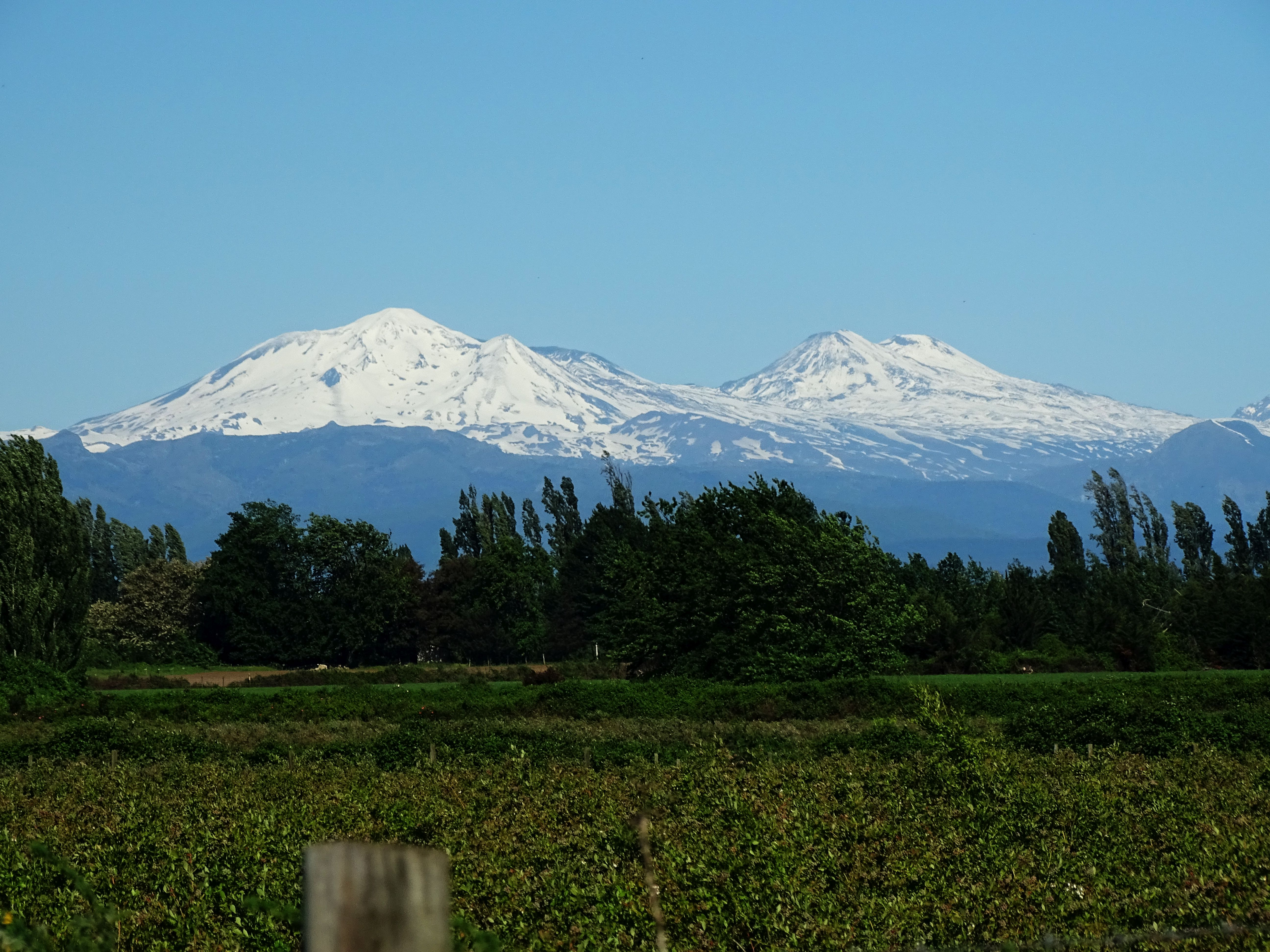
Volcán Chillán y Nevados de Chillán vistos desde el oeste.